# إزرائيل ديفيد مارتينيز
إزرائيل ديفيد مارتينيز (بالإسبانية: Israel David Martínez)‏ هو ملحن إسباني، ولد في 3 مارس 1969 في برشلونة في إسبانيا.